# ایزابلا دی مورا
ایزابلا دی مورا (انگلیسی: Isabella di Morra; ca. 1520 – 1545/1546) شاعر اهل ایتالیایی دوره رنسانس که معاصر با پادشاهی ناپل بود.